# ナイアガラ郡 (ニューヨーク州)
ナイアガラ郡（英: Niagara County）は、アメリカ合衆国ニューヨーク州の西部に位置する郡である。人口は21万2666人（2020年）。郡庁所在地はロックポートであり、同郡で人口最大の都市はナイアガラフォールズである。郡名はイロコイ族インディアンの言葉で「海峡」あるいは「水の雷」を意味する Onguiaahra から派生した。ナイアガラの滝とナイアガラ砦があり、多くの公園や湖岸のレクリエーション町がある。2008年夏に、郡内初の町であるカンブリア町の誕生200周年を祝った。
ナイアガラ郡はバッファロー・ナイアガラフォールズ大都市圏に属している。ナイアガラの滝の対岸はカナダのオンタリオ州である。

## 歴史
1683年にニューヨーク植民地で郡が作られたとき、現在のナイアガラ郡はオールバニ郡に属していた。これは巨大な郡であり、ニューヨーク州北部とバーモント州の全てを含んでおり、さらに理論的には西の太平洋岸まで広がっていた。1766年7月3日に、カンバーランド郡を分離し、1770年3月16日にグロスター郡を分離したが、どちらも現在はバーモント州に含まれている。
1772年3月12日、オールバニ郡の残りが3つに分割され、1つはオールバニ郡の名前で残った。1つは西部に作られたトライアン郡だった。トライアン郡の東部境界は現在のスケネクタディ市の西約5マイル (8 km) にあり、アディロンダック山地の西側と、デラウェア川西支流より西の領域を含んでいた。トライアン郡に指定された地域には現在のニューヨーク州37郡が入っている。ニューヨーク植民地総督のウィリアム・トライアンに因んで名付けられた。
1776年に先立つ年に、トライアン郡のロイヤリストは大半がカナダに逃亡した。1784年、アメリカ独立戦争を終わらせた条約締結に続いて、トライアン郡はモンゴメリー郡に改名された。これは独立戦争時の将軍リチャード・モントゴメリーに因む命名だった。モントゴメリーはカナダで数か所を占領した後、ケベック市攻略中に戦死した。憎まれたイギリスの総督に代わる命名だった。
1789年にモリス・リザーブを設立した結果として、モンゴメリー郡からオンタリオ郡が分離した。続いて1802年にはホランド買収の結果としてオンタリオ郡からジェネシー郡が分離した。
ナイアガラ郡は1808年にジェネシー郡から分離して設立された。当時は現在の領域より大きかったが、カンブリアの町があるだけだった。
1814年から1817年、カタラウガス郡の記録がベルモント（アリゲイニー郡内）とバッファロー（当時はナイアガラ郡内）に分割された。1821年にナイアガラ郡からエリー郡が設立された。
郡内にはアメリカ合衆国国家歴史登録財に指定されている資産が多い。

## 地理
ナイアガラ郡はニューヨーク州最西部にあり、バッファロー市の直ぐ北に位置している。北の境界はオンタリオ湖、西の境界はナイアガラ川であり、カナダ＝アメリカ合衆国国境である。
郡内で最も特徴ある地形はナイアガラの滝であり、最終氷河期以降12,000年にわたって、河床が南に7マイル (11 km) 侵食されてきた。ナイアガラ川とナイアガラの滝は五大湖の内の4つの排水溝であり、世界でも最大の清水供給源となっている。水はエリー湖から北に流れ、ナイアガラ川を通り、ナイアガラの滝を抜けてオンタリオ湖に入り、セントローレンス川から北大西洋に注いでいる。水流の一部が水力発電に利用されているので、滝を通る水量は減っている。ナイアガラ滝のカナダ側とアメリカ側には大規模な水力発電所がある。
ナイアガラの滝のある峡谷は数千年にわたって侵食を受けている。ナイアガラ郡を東西に分割するナイアガラ断崖から滝が始まっている。断崖の北はオンタリオ湖平原であり、ブドウ、リンゴ、モモなどの果物や野菜を育てるために使われている肥沃な平地である。ブドウ栽培、葡萄酒醸造も始められ、断崖の下には醸造所が7つある。これが不況だった地域経済の改善に貢献した。経済開発を加速させるためにニューヨーク州はナイアガラ・ワイントレイルを創設した。
アメリカ合衆国国勢調査局に拠れば、郡域全面積は1,140平方マイル (3,000 km2)であり、このうち陸地523平方マイル (1,350 km2)、水域は617平方マイル (1,600 km2)で水域率は54.12%である。

### 主要高規格道路
| - 州間高速道路190号線（ナイアガラ・スルーウェイ） - アメリカ国道62号線 - アメリカ国道62号線産業道路 - ニューヨーク州道18号線 - ニューヨーク州道31号線 - ニューヨーク州道78号線 | - ニューヨーク州道93号線 - ニューヨーク州道104号線 - ニューヨーク州道265号線 - ニューヨーク州道384号線 - ニューヨーク州道425号線 - ロバート・モーゼス州立パークウェイ - ラサール・イクスプレスウェイ |

### 隣接する郡
- オーリンズ郡 - 東
- ジェネシー郡 - 南東
- エリー郡 - 南
- カナダ、オンタリオ州ナイアガラ地域 - 西

## 郡政府と政治

### 郡政府
ナイアガラ郡は15人の議会によって統治されており、その議長が事実上の郡長である。2013年時点で議員の12人が共和党員、3人が民主党員である。以前の定数は19人だったが、住民投票に基づいて、2012年1月1日から15人に減らされた。
議会の統治機能は委員会制度に基づいている。5つの常設委員会と1つの長期臨時委員会がある。常設委員会は、管理、コミュニティサービス、公衆安全と保障、経済開発、公共事業である。臨時委員会は廃棄物処理地区委員会である。
管理委員会は郡政府の中で郡マネジャー、郡検察官、行政予算管理、財務官、審査、不動産、データ加工、議会事務所、印刷郵便、人事、市民サービス、リスク管理、選挙管理の部門を監督している。
コミュニティサービス委員会は、社会サービス、雇用と訓練、青年局、高齢者事務所、公的健康保険、精神医療、郡事務官、歴史官、退役兵サービスの部門を監督している。
公衆安全と保障委員会は、保安官、地区検事、自警団、保護観察、消防・救急活動、検視官の部門を監督している。
経済開発委員会は、経済開発センターと産業開発機関を監督している
公共事業委員会は、公共事業、公園とゴルフコース、廃棄物処理地区、下水道地区、上水道地区、計量行政の部門を監督している。
さらに廃棄物処理地区委員会がその地区を監督している。

### 政治
ニューヨーク州議会下院では第140、第144、第145および第146選挙区に、上院では第62選挙区に入っている。アメリカ合衆国下院議員ではニューヨーク州第27選挙区に入っており、2013年時点では共和党員を選出している。
司法では次の区に入っている。
- ニューヨーク州最高裁判所第8司法地区
- ニューヨーク州最高裁判所控訴部門第4地区

## 人口動態
以下は2010年国勢調査による人口統計データである。
| 基礎データ - 人口: 216,469人 - 世帯数: 87,846 世帯 - 家族数: 58,593 家族 - 人口密度: 162人/km2（420人/mi2） - 住居数: 95,715 軒 - 住居密度: 71軒/km2（183軒/mi2） 人種別人口構成 - 白人: 90.70% - アフリカン・アメリカン: 6.15% - ネイティブ・アメリカン: 0.94% - アジア人: 0.58% - 太平洋諸島系: 0.02% - その他の人種: 0.40% - 混血: 1.21% - ヒスパニック・ラテン系: 1.33% 先祖による構成 - ドイツ系：23.6% - イタリア系：18.1% - アイルランド系：11.3% - ポーランド系：11.2% - イギリス系：8.3% 言語による構成 - 英語：94.5% - スペイン語：1.6% - イタリア語：1.0% | 年齢別人口構成 - 18歳未満: 24.7% - 18-24歳: 8.5% - 25-44歳: 28.4% - 45-64歳: 23.1% - 65歳以上: 15.4% - 年齢の中央値: 38歳 - 性比（女性100人あたり男性の人口） - 総人口: 93.3 - 18歳以上: 89.5 世帯と家族（対世帯数） - 18歳未満の子供がいる: 30.9% - 結婚・同居している夫婦: 50.3% - 未婚・離婚・死別女性が世帯主: 12.3% - 非家族世帯: 33.3% - 単身世帯: 28.6% - 65歳以上の老人1人暮らし: 12.0% - 平均構成人数 - 世帯: 2.45人 - 家族: 3.03人 収入と家計 - 収入の中央値 - 世帯: 38,136米ドル - 家族: 47,817米ドル - 性別 - 男性: 37,468米ドル - 女性: 24,668米ドル - 人口1人あたり収入: 19,219米ドル - 貧困線以下 - 対人口: 10.6% - 対家族数: 8.2% - 18歳未満: 15.0% - 65歳以上: 7.3% |

## 都市と町
- ナイアガラフォールズ市
- ノーストナワンダ市
- ロックポート市 - 郡庁所在地
- バーカー村
- カンブリア町
- ガスポート（国勢調査指定地域、CDP）
- ハートランド町
- ルイストン村
- ルイストン町
- ロックポート町
- ミドルポート村
- ニューフェイン町
- ニューフェイン（CDP)
- ナイアガラ町
- オルコット（CDP)
- ペンドルトン町
- ポーター町
- ランサムビル（CDP)
- ラピッズ（CDP)
- ロイアルトン町
- サンボーン（ハムレット）
- サマセット町
- サウスロックポート
- ウィートフィールド町
- ウィルソン村
- ウィルソン町
- ヤングスタウン村

### インディアン居留地
- タスカローラ居留地
- トナワンダ居留地

## 公園とレクリエーション
- デボーウッズ州立公園、ナイアガラフォールス市の北
- デビルズホール州立公園、ナイアガラフォールス市の北
- ナイアガラ砦州立公園、ナイアガラ川河口
- アール・W・ブリッジズ・アートパーク州立公園、ルイストン
- フォーマイル・クリーク州立公園、オンタリオ湖岸
- ゴールデンヒル州立公園、オンタリオ湖岸
- ハートランド湿地野生生物管理地域、ハートランド町の保護地
- ジョセフ・デイビス州立公園、ナイアガラ川沿い
- ナイアガラ保護州立公園、ナイアガラフォールス市
- 貯水池州立公園、水力発電貯水池の南
- トナワンダ野生生物管理地域、ロイアルトンの一部
- ウィルソン・タスカローラ州立公園、オンタリオ湖岸

## 教育
ルイストンにナイアガラ大学がある。ナイアガラ郡コミュニティカレッジがサンボーンにある。郡民の多くはエリー郡など州西部の郡立学校に通っている。バッファロー大都市圏には、20以上の公立私立のカレッジや大学があり、技術や職業訓練、学位取得、専門教育を行っている。